# 约瑟夫·索姆尔
约瑟夫·索姆尔（Josef Somr，1934年4月14日—2022年10月16日）是一名捷克演员，因主演1966年奥斯卡获奖影片《严密监控的列车》以及《玩笑》而闻名。

## 早年生活
索姆尔于1934年4月14日出生于捷克斯洛伐克的弗拉措夫。就读于雅纳切克音乐与表演艺术学院，1956年毕业。

## 职业
索姆尔在加入布拉格戏剧社之前，在各个地区剧院进行演出，开启演艺生涯，分别出演过拉由迪斯拉夫·斯莫切克、簡·卡切尔和伊利·曼佐执导的作品。索姆尔从20世纪60年代中期开始涉足电影，首部参演的电影为1964年的《被告（Accused）》，其后，他又在门泽尔的《嚴密監視的列車》中扮演性欲旺盛的列车车调度员胡比卡。 索姆尔的表演得到电影评论家约翰·西蒙的高度赞扬，他认为索姆尔的表演非常“自然、无忧无虑和完美，以至于影响着观众的所有感官”。该片于1968年4月荣获奥斯卡最佳国际影片奖。随后，1969年，索姆尔在亚罗米尔·伊雷什执导的《玩笑》中饰演科学家路德维克·雅恩 (Ludvík Jahn)。 1982年，索姆尔出演路德维克·拉扎导演的《Poslední propadne peklu》 。
据捷克电影档案馆馆长迈克尔·布雷甘特（Michal Bregant）介绍，虽然索姆尔已经在170多部电影中出演过角色，但他实际上更喜欢在剧院表演，因为他不喜欢露出自己的侧脸，而电影恰恰更容易捕捉到侧脸。1978年，应米罗斯拉夫·马哈切克的邀请，索姆尔加入布拉格国家剧院话剧团，其后在卡雷尔·恰佩克的《白色病》中扮演元帅，在《纳西·福里安蒂（Naši furianti）》中扮演镇议员雅各布·布赛克。 索姆尔在《浪漫的军号（Romance pro křídlovku）》中饰演弗朗齐塞克先生，并凭借此角色赢得1998年塔利亚奖索姆尔另外还为广播、有声读物和诗歌朗诵等配音，并在一些捷克童话改编电影中担任主角。

## 奖项与荣誉
2005年，总统瓦茨拉夫·哈维尔授予索姆尔功绩勋章，七年后，他因对捷克电影行业的杰出贡献而获得捷克雄狮奖，随后，他又凭借他的戏剧作品在2014年塔利亚奖颁奖礼中获颁终身成就奖。 

## 代表影视作品
- 嚴密監視的列車（或严密观察的火车，1966）[1] [11]
- 蜂之山谷(1967) [1][12]
- 玩笑(1969)[1] [12]
- 葬礼（Funeral Ceremonies，1969） [1] [12]
- 天堂禁果(1970) [13]
- Což takhle dát si špenát(1977) [14]
- 那些精彩的电影曲柄(Those Wonderful Movie Cranks，1978) [11] [12]
- Poslední propadne peklu(1982)[8]
- 世界是如何失去诗人的（How the World Is Losing Poets，1982） [15]
- Fešák Hubert(1984)[16]
- Jak básníci neztrácejí naději(2004)[17]
- 我一切都好(I am all good，2008) [1] [11]